# Maraîchin
Le maraîchin est un dialecte du poitevin, lui-même variété du poitevin-saintongeais,
parlé dans la région du Marais breton (pour majeure partie en Vendée) jusqu'à l'extrême sud du pays de Retz en Loire-Atlantique. Employé essentiellement par les personnes âgées du marais, il se caractérise par des accentuations différentes de celles du parler usité dans le bas-bocage vendéen. En effet, les fins de mots accentuent souvent une forme de [t] (ex. : "un mott'" pour "un mot" ou "un pott'" pour "un pot"). La lettre [g] se prononce presque pas et ressemble ainsi à un [h] aspiré  (ex. : un boulanger deviendra le "boulan'her").
Quelques associations font perdurer le dialecte maraîchin comme les troupes de théâtre "les brimbalures" de Saint-Hilaire-de-Riez et "tie nout parlange" de Maché.

## Vocabulaire
- L'aigail : la rosée
- Anet : aujourd'hui
- bourié : saletés, balayures
- Bourrine : habitat traditionnel du marais breton vendéen
- Charraud : ancien chemin de terre séparant deux parcelles cultivables
- un dard : une faux
- Dret : droit, autorisation (qui est le mot "droit" prononcé en ancien français : "drèt"[2]).
- à drète : à droite
- Garocher : lancer, se débarrasser/se séparer de
- Ine gnasse : pie
- Ine gobasse ou une "bogueuille" : coquille, carapace
- In gressaïe ou "pessaï": tranche de pain tartinée (beurre, confiture)
- Ine grole : corbeau
- Guedai : rassasié
- Ine borde : arête
- Jouquaï ou Joucquaï : être perché  (comme une volaille)
- Ine loubine : bar (le poisson)
- Luma : escargot
- Maraîchins : habitants du marais breton vendéen
- Maraîchine : danse traditionnelle
- Margatte ou "morgatte" (île d'Yeu) : seiche
- La mariennaïe : sieste
- Un meil : mulet (poisson)
- Mogette : haricot blanc
- Ningle : longue perche de bois utilisée par les maraîchins pour sauter les étiers (les ponts étant rares)
- Orgatte ou "chaïtre": territoire exploité par l'homme en zone forestière (équivalent à parée)
- ine oueille : brebis
- Parée : ancienne zone cultivée en forêt ou bord d'un champ cultivé
- Un parpillun : papillon
- Pater, o pater : coller, ça colle aux dents (aliments), aux chaussures, etc.
- Pignons : tellines
- Pibole : coccinelle
- Ine rabinaïe : demi-journée, matinée
- Le régent : l'instituteur
- Ramasse-bourié : pelle à balayures
- Rouchère : lagune dans laquelle poussent les rouches (sorte de roseaux) utilisées pour la fabrication des toits de bourrines
- La since : serpillière
- Sincer : passer la serpillière
- Les usses : les sourcils
- Vrimous(e) : venimeux, ou se dit d'une blessure ou d'une situation qui risque de s'infecter
- Yole : petite embarcation à fond plat propulsée à la perche (Ningle) utilisée pour se déplacer sur les étiers du marais image ici
- Zire : dégoûter, horreur